# Zipoétès III
Sauf précision contraire, les dates de cet article sont sous-entendues « avant l'ère commune » (AEC), c'est-à-dire « avant Jésus-Christ ».
Zipoétès III est un fils de Nicomède Ier et de sa seconde épouse ; il est prétendant au trône de Bithynie en 250/243 contre son demi-frère aîné Zélas.
Zipoétés III étant encore très jeune, Nicomède Ier désigne à sa mort comme régents Ptolémée et Antigone et met ses enfants sous la protection des habitants des cités de Byzance, Héraclée et Cios.